# Sisay Lemma
Sisay Lemma Kasaye (12 december 1990) is een Ethiopische langeafstandsloper, die gespecialiseerd is in de marathon. Hij behaalde enkele podiumplaatsen bij grote marathons en behoort sinds 2023 op dit onderdeel tot de snelste lopers ter wereld.

## Loopbaan

### Begin en eerste marathons
Lemma startte op zeventienjarige leeftijd met hardlopen. Aanvankelijk deed hij dat blootsvoets bij gebrek aan hardloopschoenen. Vanaf het begin richtte hij zich op de lange afstanden op de weg.
Zijn eerste marathonoverwinning boekte Lemma op 21-jarige leeftijd in Italië bij de marathon van Carpi van 2012. Hij won deze in 2:11.58. De officiële benaming van deze marathon was 'Maratona d’Italia memorial Enzo Ferrari', een marathon ter nagedachtenis van de oprichter van de beroemde Formule 1-stal Scuderia Ferrari, waarvan de start in Maranello plaatsvindt, de vestigingsplaats van de Ferrarifabriek, en de finish in Carpi.
Begin 2013 al doorbrak Lemma de grens van 2 uur en tien minuten door in 2:09.08 als vijfde te eindigen in de marathon van Tiberias, een wedstrijd waarvan het parcours langs het Meer van Tiberias in Israël loopt. Dit parkoers ligt op ongeveer 200 meter beneden zeeniveau en is hiermee de laagstgelegen wegwedstrijd ter wereld. Dat zijn tijd geen uitschieter was bewees hij drie maanden later in het Poolse Warschau, waar hij in 2:09.02 over de finish kwam als winnaar van de 'Orlen Warsaw Marathon'. Vervolgens kwam hij in oktober aan de start van de marathon van Eindhoven, waar hij als vierde eindigde in 2:09.44.

### Sneller en sneller
In 2014 kwam Lemma niet in wedstrijden uit, om een jaar later des te sterker terug te komen door in januari op de marathon van Dubai vijfde te worden in 2:07.06, een ruime verbetering van zijn persoonlijk beste prestatie van 2013. Hij streek hiermee twaalfduizend dollar aan prijzengeld op. Opvallend was hier dat de eerste twaalf allen Ethiopiërs waren. Drie maanden later domineerde hij bij de marathon van Wenen in 2:07.31. Hij liep de laatste 15 km solo in een winderige wedstrijd. Hierna keerde hij terug naar eigen land, waar hij de 'Abebe Bikila Day International Peace Marathon' won. Terug in Europa nam hij in oktober ditmaal deel aan de marathon van Frankfurt en ook die won hij in een persoonlijke besttijd van 2:06.26. Ditmaal was hij de enige Ethiopiër in een topveld dat verder vooral Keniaanse deelnemers telde.
In 2016 liep Lemma wederom de marathon van Dubai, waar hij ditmaal vierde werd in een tijd van 2:05.16. Opnieuw was hij het jaar met een persoonlijke recordtijd begonnen. Tijdens deze race liep hij tevens een wereldrecord op de 30 km (1:27.20), samen met de Keniaanse tempomakers Edwin Koech en Amos Kipruto. Gezien de jaarlijkse progressie die Lemma tot nu toe had laten zien viel drie maanden later zijn prestatie bij de marathon van Londen, waar hij als zevende eindigde in 2:10.45, enigszins tegen. Het was een van de weinige keren dat hij niet binnen de 2:10 wist te blijven. Later dat jaar poetste hij zijn hierdoor enigszins geschonden blazoen weer op met een vierde plaats bij de marathon van Berlijn met een finishtijd van 2:06.56.

### Pieken en dalen
Met zijn PR van 2:05.16 was Lemma op de wereldranglijst van 2016 op de negende plaats terechtgekomen. Het werd voor de Ethiopiër dus steeds lastiger om zich jaarlijks te blijven verbeteren. Dat lukte hem in 2017 dan ook niet. Het werd zelfs het slechtste jaar van zijn palmaresoverzicht. Want na zijn gebruikelijke start van het jaar op de marathon van Dubai, waar hij derde werd in 2:08.04, volgde een uitvalbeurt op de marathon van Boston, waarna hij het jaar afsloot met een optreden in de marathon van Chicago, waar hij in 2:11.01 als vierde eindigde.
In 2018 herpakte Lemma zich door in januari op zijn inmiddels kenmerkende wijze bij de marathon van Dubai met een vijfde plaats in 2:04.08 opnieuw een PR-prestatie neer te zetten. Opvallend in deze wedstrijd was dat de eerste tien plaatsen door louter Ethiopiërs werden opgeëist. Bovendien zat er tussen de tijd van winnaar Mosinet Geremew van 2:04.00 en die van Lemma als vijfde aankomende slechts acht seconden verschil. In mei werd hij daarna in 2:07.03 tweede op de marathon van Praag achter de Amerikaan Galen Rupp, die met zijn eindtijd van 2:06.07 bijna een minuut sneller was. De Ethiopiër eindigde het jaar in oktober met een zege in de marathon van Ljubljana, waarbij hij met zijn winnende tijd van 2:04.58 tot binnen een minuut van zijn aan het begin van het jaar gelopen PR bleef. Hij verbeterde er tevens het parkoersrecord mee.
In 2019 ontbrak Lemma bij de marathon van Dubai, tot dan zijn steevast eerste marathon van het jaar. In april kwam hij daarna in de marathon van Boston totaal niet uit de verf, net als twee jaar eerder, al finishte hij ditmaal wel. Zijn 30ste plaats en tijd van 2:22.08 vielen echter volledig uit de toon met zijn eerdere geleverde prestaties. Dat hem niets ernstigs mankeerde bewees hij vervolgens bij de marathon van Berlijn, waar hij met een PR-prestatie van 2:03.36 het geheel uit Ethiopiërs bestaande erepodium completeerde. Kenenisa Bekele won de wedstrijd namelijk in 2:01.41, die hiermee slechts twee seconden verwijderd bleef van het wereldrecord van Eliud Kipchoge, terwijl Birhanu Legese met 2:02.48 ruim een minuut later als tweede finishte. Met hun in Berlijn geleverde prestaties stegen de drie Ethiopiërs respectievelijk naar de eerste, derde en zevende plaats op de wereldranglijst van het jaar.

### Presteren in coronatijd
In 2020 opende Lemma het jaar -nog onwetend dat de coronapandemie op het punt van uitbreken stond- op 1 maart met deelname aan de marathon van Tokio. Hij deed dat op zijn inmiddels bekende wijze met een snelle tijd; in 2:04.51 finishte hij als derde achter zijn winnende landgenoot Birhanu Legese, die 2:04.15 liet noteren en de Belg Bashir Abdi, die als tweede finishte in 2:04.49, een Belgisch record. Daarna werd wereldwijd het wedstrijdprogramma lamgelegd door de coronapandemie. Pas in oktober kon de marathon van Londen, die altijd in april werd gehouden, plaatsvinden, zij het zonder publiek en op een aangepast parkoers. Het leek Lemma weinig te deren, want aan het eind van de wedstrijd behoorde hij tot het kopgroepje dat in een eindsprint de uitslag besliste. Zijn landgenoot Shura Kitata was daarin met 2:05.41 het snelst, gevolgd door de Keniaan Vincent Kipchumba in 2:05.42 en Lemma in 2:05.45.

### Vierde snelste ooit
Op 3 december 2023 won Lemma de marathon van Valencia in een tijd van 2:01.48. Hij is daarmee de snelste marathonloper in 2023 na Kelvin Kiptum en de vierde snelste ooit.

## Persoonlijke records
| Afstand        | Tijd            | Datum             | Plaats   |
| -------------- | --------------- | ----------------- | -------- |
| 20 km          | 58.27           | 22 januari 2016   | Dubai    |
| halve marathon | 1:01.09         | 8 oktober 2023    | Ankara   |
| 25 km          | 1:12.47         | 25 september 2016 | Berlijn  |
| 30 km          | 1:27.20 (ex-WR) | 22 januari 2016   | Dubai    |
| marathon       | 2:01.48         | 3 december 2023   | Valencia |

## Palmares

### halve marathon
- 2015: 5e halve marathon van Göteborg - 1:02.06
- 2016: 7e halve marathon van Bogota - 1:09.06

### marathon
- 2012:  marathon van Carpi - 2:11.58
- 2013: 5e marathon van Tiberias - 2:09.08
- 2013:  marathon van Warschau - 2:09.02
- 2013: 4e marathon van Eindhoven - 2:09.44
- 2015: 5e marathon van Dubai - 2:07.06
- 2015:  marathon van Wenen - 2:07.31
- 2015:  Abebe Bikila Marathon - onbekende tijd
- 2015:  marathon van Frankfurt - 2:06.26
- 2016: 4e marathon van Dubai - 2:05.16
- 2016: 7e marathon van Londen - 2:10.45
- 2016: 4e marathon van Berlijn - 2:06.56
- 2017:  marathon van Dubai - 2:08.04
- 2017: DNF marathon van Boston
- 2017: 4e marathon van Chicago - 2:11.01
- 2018: 5e marathon van Dubai - 2:04.08
- 2018:  marathon van Praag - 2:07.03
- 2018:  marathon van Ljubljana - 2:04.58
- 2019: 30e marathon van Boston - 2:22.08
- 2019:  marathon van Berlijn - 2:03.36
- 2020:  marathon van Tokio - 2:04.51
- 2020:  marathon van Londen - 2:05.45
- 2021: DNF OS
- 2021:  marathon van Londen - 2:04.01
- 2022: DNF marathon van Boston
- 2022: 7e marathon van Londen - 2:07.26
- 2023: DNF marathon van Tokio
- 2023:  marathon van Praag - 2:06.26
- 2023:  marathon van Valencia - 2:01.48
- 2024:  Boston Marathon - 2:06.17